# جیرافاس

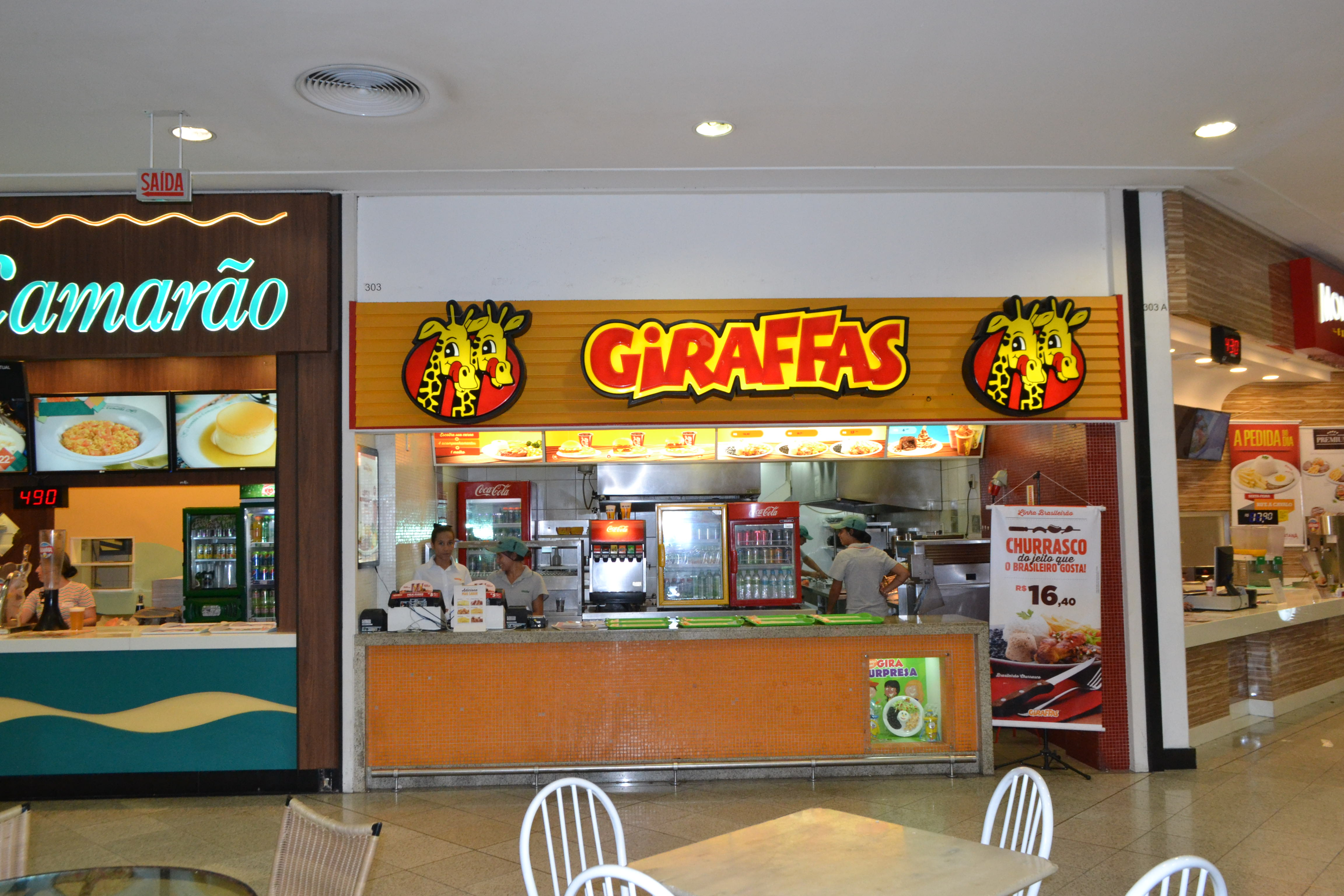
جیرفاس

جیرافاس (انگلیسی: Giraffas) شرکت رستوران‌های زنجیره‌ای برزیلی است، که در سال ۱۹۸۱ تأسیس شد.